# Der Fluch der 2 Schwestern
Der Fluch der 2 Schwestern (Originaltitel: The Uninvited) ist ein US-amerikanischer Psycho-Horrorfilm der Brüder Charles und Thomas Guard aus dem Jahr 2009. Er ist eine Neuverfilmung des 2003 erschienenen südkoreanischen Horrorfilms A Tale of Two Sisters (Originaltitel: 장화, 홍련, Janghwa, Hongryeon), die der Regisseur Kim Ji-woon inszeniert hatte. Der Film kam am 28. Mai 2009 in die deutschen Kinos.

## Handlung
Zu Anfang des Films befindet sich Anna Ivers in einer psychiatrischen Klinik. Sie spricht mit ihrem Therapeuten über einen Traum, der immer wiederkehrt, in dem sie sich mit ihrem Freund Matt auf einem Strandfest befindet. Als dieser zu weit geht, flüchtet Anna und findet im Wald eine Mädchenleiche. Sie rennt zurück zum Haus, aber irgendetwas ist anders. Plötzlich explodiert das Bootshaus, in dem ihre kranke Mutter Lilian untergekommen war. Diese kommt darin um.
Anna wird nach einem Suizidversuch in eine Klinik eingewiesen. Als sie wieder entlassen wird, holt sie ihr Vater Steve ab und bringt sie nach Hause, wo Steve mittlerweile mit Rachel Summers, der früheren Pflegerin ihrer kranken Mutter zusammenwohnt. Hier trifft sie auch ihre Schwester Alex wieder.
Annas Freund Matt macht Andeutungen; er wisse, was in der Nacht des Brandes vorgefallen sei, der zum Tod ihrer Mutter geführt hat. Fortan reift in Anna, die immer wieder von Tagträumen und Visionen heimgesucht wird, der Verdacht, dass Rachel den Brand gelegt hat. Der Verdacht erhärtet sich, als ihr Freund Matt angeblich bei einem Unfall auf dem See ums Leben kommt.
Während Rachel zur Feier der Buchveröffentlichung des Vaters der beiden Schwestern eine Party gibt, recherchieren Anna und Alex telefonisch, um herauszufinden, ob es Rachel Summers wirklich gibt. Sie fragen sowohl bei der staatlichen Pflegevereinigung als auch bei der Führerscheinstelle nach und fragen die Sozialversicherungsnummer ab. Als Rachel sich abends zurechtmachen möchte, wird sie von Anna mit den Ergebnissen der Recherche konfrontiert, worauf diese ihr droht, mit Annas Vater den Psychologen zu informieren und Anna wieder in die Psychiatrie zurückzuschicken.
Als Steve eine Geschäftsreise antreten muss, verschärft sich die Situation zwischen Rachel und den beiden Schwestern.
Auf Matts Beerdigung sieht Anna wieder das Mädchen aus ihrem Traum, das sie zu der Stelle führt, wo sie mit ihren zwei Brüdern begraben ist.
Anna und Alex recherchieren im Internet und finden heraus, dass Rachel Summers nicht ihr wirklicher Name ist. Zudem finden sie Berichte über einen Mord an drei Kindern von einer gewissen Miss Wright, den Kindern aus Annas Visionen. Damals verliebte sich das Kindermädchen Mildred Kemp in ihren Chef, einen verheirateten Mann, dessen Frau verstarb. Es wird berichtet, dass Mildred Kemp nicht ins Gefängnis gebracht werden konnte. Auf einem Foto trägt die Mutter der Kinder dieselbe Perlenkette, die auch Rachel immer trägt. Leider werden die beiden Schwestern bei ihrer Recherche von Rachel belauscht. Anna und Alex schauen durch das Schlüsselloch von Rachels Schlafzimmer und sehen, dass die Perlenkette im Schmuckkästchen liegt. Während sich Alex an der Hausfassade entlang hangelt und in ihr Zimmer zurückgeht, soll Anna Rachels Schlüssel holen. Plötzlich hört Anna ein Rumpeln und sieht kurze Zeit später, dass die Tür vom Schlafzimmer offensteht. Als sie eintritt, steht Rachel in der Tür. Sie beschwört Anna, doch endlich die Perlenkette zu nehmen, die ihr nichts bedeute. Rachel versucht Anna eine Droge zu injizieren, wird aber von ihr niedergeschlagen. Anna rennt in Alex’ Zimmer zurück, wobei sie merkt, dass auch diese eine Betäubung von Rachel erhielt, aber noch bei Bewusstsein ist und auf dem Boden liegt. Anna wird von ihrer Schwester beschworen, zu dem Sheriff der Stadt, Sheriff Emery, zu fahren. Sie erzählt ihm alles was sie weiß und zeigt ihm auch die Perlenkette. Er erinnert sich an den Mord an der Familie, der damals für viel Aufsehen sorgte und auch daran, dass die Täterin Mildred Kemp nie verurteilt wurde. Er weist sie an, in seinem Büro zu warten, wo Anna einschläft. Als sie wieder wach wird, steht Rachel mit einer Spritze vor ihr, während der Sheriff sie festhält, wodurch es Rachel gelingt, Anna die Droge zu verabreichen. Während Anna langsam ihr Bewusstsein verliert, wird sie von Rachel ausgezogen, die ihr erklärt, dass sie niemals eigene Kinder haben werde. Anna versucht in ihrem Dämmerzustand das Messer zu greifen, welches auf ihrem Nachttisch liegt, wobei sie aber von Rachel ertappt wird. Plötzlich steht Alex in der Tür, die aber nicht von Rachel bemerkt wird. Sie hält den Zeigefinger vor den Mund und gibt Anna die Anweisung, leise zu sein.
Als Anna wieder aufwacht, sieht sie eine lange Blutspur. Sie folgt ihr hinaus zur Mülltonne, in der sie die tote Rachel findet. Plötzlich taucht Alex auf und erklärt Anna, dass sie keine andere Wahl gehabt habe. Die beiden Schwestern umarmen sich. Da kommt Steven nach Hause. Anna erklärt ihm, dass Rachel nicht die war, für die er sie gehalten habe, da es nie Eintragungen über eine Rachel Summers gab, dass Rachel ihre Mutter umgebracht hat und dass Alex nun Rachel umgebracht hat, um das Schlimmste zu verhindern. Annas Vater offenbart ihr daraufhin, dass Alex in jener Brandnacht gemeinsam mit ihrer Mutter umgekommen sei. Plötzlich steht nur noch Anna da. Sie sieht sich selbst mit dem blutverschmierten Messer in der Hand in einer spiegelnden Fensterscheibe und rennt zum Bootshaus.
Sie erinnert sich, was in der Brandnacht wirklich geschehen ist: Anna war vorzeitig von der Strandparty nach Hause gekommen und hatte ihren Vater beim Geschlechtsverkehr mit Rachel entdeckt. Geschockt und außer sich vor Wut rannte sie ins Bootshaus und holte eine Kanne Benzin aus dem dortigen Tank. Sie traf dort auf Alex. Anna verließ das Bootshaus und nach ihr auch ihre Schwester. Als diese die Tür zuschlug, fiel eine Kerze auf den Boden und entzündete aus dem Tank herausgetropftes Benzin. In dem Moment, als Alex ins Bootshaus zurückkehrte, weil ihre dort liegende Mutter nach ihr gerufen hatte, kam es zur Explosion, die Anna mitansehen musste.
Anna hatte sich die Anwesenheit ihrer Schwester nach ihrer Rückkehr aus der Klinik nur eingebildet. Es wird gezeigt, dass Anna für den Tod von Matt und Rachel verantwortlich ist – sie stieß Matt von einer Klippe, als er ihr offenbarte, dass er Kenntnis von den Ereignissen jener Nacht hatte. Auch schaffte sie es, Rachel mit dem Messer zu erstechen, dass sie unter sich versteckte, als Rachel sich umdrehte um Annas Nachthemd zu holen.
Als Anna am nächsten Tag von der Polizei abgeholt wird, sagt Sheriff Emery Annas Vater, dass der Name von Rachel nicht mit dem Namen auf ihrem Ausweis übereinstimmt, woraufhin er ihm erklärt, das Rachel ihren Namen aufgrund ihres gewalttätigen Freundes ändern ließ und ihr richtiger Name Rachel Worshinsky lautet. Der Sheriff führt weiter aus, dass sich Anna wohl in den Kopf gesetzt habe, dass Rachel eine Frau namens Mildred Kemp sei. Er fragt, warum sie sich das alles ausgedacht haben soll.
Anna wird am nächsten Tag wieder zurück in die Klinik gebracht. Als der Therapeut, den Anna noch von ihrem ersten Besuch kennt, fragt, ob es ihr gut gehe, sagt sie, dass sie getan habe, was er verlangt habe. Er weiß allerdings nicht was sie meint. Da sagt sie, sie habe zu Ende gebracht, was sie begonnen hatte. Kurze Zeit später trifft sie ihre Zimmernachbarin wieder. Diese hält eine Perlenkette in der Hand und schließt ihre Tür. Auf dem Türschild steht der Name Mildred Kemp. Glücklich überrascht davon grinst Anna stolz.

## Produktion und Veröffentlichung
Der Film wurde von Vertigo Entertainment und DreamWorks SKG produziert. Regie führten Charles und Thomas Guard, die Musik komponierte Christopher Young und für den Schnitt waren Jim Page und Christian Wagner verantwortlich.
Premiere des Films war am 30. Januar 2009 in den USA und in Kanada, am 28. Mai 2009 kam er in die deutschen Kinos.

## Kritiken
Das Lexikon des internationalen Films findet, das Remake setze den Stoff zwar „stimmungsvoll in atmosphärische Bilder und Musik“ um, doch allzu bald verliere sich alles in der „Banalität der Geschichte“.
TV Spielfilm urteilte, dass der Film eine gegenüber dem Original „bemerkenswert eigenständige Version des Stoffes“ biete.